# Rory Grice
Rory Grice (Nueva Zelanda, 2 de abril de 1990) es un jugador profesional neozelandés de rugby que se desempeña en la posición de número 8 en Union Sportive Oyonnax Rugby, equipo perteneciente a la liga Top 14.

## Carrera
Comenzó su carrera deportiva con el equipo Waikato Mooloos, en el cual jugó tres temporadas (2011-2014), después pasó a Football Club de Grenoble Rugby (2014-2017), luego a Union Sportive Oyonnax Rugby, donde lleva jugando siete temporadas.